# Šestajovice, Praha-východ
Šestajovice là một làng thuộc huyện Praha-východ, vùng Středočeský, Cộng hòa Séc.